# 한창은
한창은(韓昌殷, 1875년 6월 12일 ~ 1968년 8월 14일)은 대한제국 반일반공(大韓帝國 反日反共) 계파 독립운동가 겸 정치가이다. 호(號)는 촉산(蜀山)이며 1938년 홍콩 거주 시절 영어 이름은 하워드 한(Howard Hahn)이다.

## 생애
평안도 의주(義州)에서 출생한 그는 대한제국 시대 말기에 하급 관료를 11년간 지내고 사퇴한 후 1912년 평안북도 신의주 양실보통학교(平安北道 新義州 養實普通學校)에서 교감 직책으로 근무하면서 1919년 3·1 대한 독립 만세 운동이 발발하자 적극 가담하여 대한 독립 만세를 외쳤고 1919년 5월 31일을 기하여 양실보통학교 교감 직책을 사퇴하였다. 그 후 중화민국 장쑤 성 상하이에 망명하여 결국 1919년 9월 2일, 그는 상하이(上海) 주재 대한민국 임시정부 예하 교통국(交通局)의 일원이 되었으며 1922년 2월, 평안북도 의주군(義州郡) 남구교통국(南區交通局) 예하 금전모집과에 차석비서관 직책으로 소속되어 조정벽(趙鼎壁)·이준화(李俊化)·김시항(金時恒) 등과 같이 국내의 사정을 대한민국 임시정부에 알리고 비밀 문서 등을 전달하며, 군자금을 모집하는 등의 활동을 전개하였다.
그러던 중에야 결국 1922년 6월, 일본경찰 에 발각된 후 체포되어 평안북도 신의주지방법원 형사재판에서 징역 7년형을 선고받고 평안북도 신의주형무소(平安北道 新義州刑務所)에서 옥고를 치렀고 1929년 1월에 특별사면 출감하였다. 그 후 1929년 2월, 상하이 주재 대한민국 임시정부에 잠시 재복귀 및 한국독립당 입당을 하여 한국독립당 행정위원 직을 3년간 잠시 지내고 난 후 1932년 2월, 한국독립당 행정위원 사퇴와 아울러 한국독립당 탈당을 하였으며 그 후 1932년 5월, 중화민국 푸젠 성 푸저우와 1936년 5월, 중화민국 광둥 성 광저우를 거쳐 1938년 5월, 홍콩으로 건너간 그는 홍콩에서 참빗 장수, 안경 장수 등으로 변장을 하면서 번 액수 등으로 대한 독립 운동 관련 자금과 사적 생활 자금 등을 사용하였다. 그 이후 1945년 8월 15일, 홍콩에서 일본국 패망과 조선국 광복을 목도하였으며 1946년 8월 21일 조선국 귀국을 하여 미 군정 남조선 과도정부 시대 경기도 인천 제물포 지방에 귀환하였으며 그 후 1948년 2월 11일을 기하여 미 군정 남조선 과도정부 시대 서울로 옮겨 정착하였다.
그의 유해는 대한민국 국립 서울현충원에 안장되어 있다.

## 사후
그의 사후 대한민국 정부에서는 고인의 공적을 기리고자 1982년 3월 1일을 기하여 대한민국 대통령 표창장을, 1990년 3월 1일을 기하여 대한민국 건국훈장 애족장을 각각 추서하였다.